# Великий Микола Миколайович
Великий Микола Миколайович (*1 грудня 1943) — український учений-біохімік. Доктор біологічних наук, професор. Академік-засновник АН ВШ України (1992).

## Біографія
Народився у с. Верхівцеве Верхньодніпровського району Дніпропетровської області. Фахову освіту отримав на кафедрі біохімії біологічного факультету Львівського державного університету імені Івана Франка (закінчив у 1965 р). Наукову діяльність розпочав як аспірант Інституту біохімії ім. О. В. Палладіна НАН України під керівництвом видатного вітамінолога, академіка Р. В. Чаговця. У 1968 р. захистив кандидатську, в 1988 р. – докторську дисертацію, а в 1990 р. йому присуджено наукове звання професора по кафедрі біохімії. Впродовж 1968-1988 рр. працював молодшим, старшим науковим співробітником відділу біохімії коферментів, завідувачем лабораторії транспорту аніонів (1988 р.) Інституту біохімії ім. О.В. Палладіна НАН України. Викладацька діяльність включає роботу на посаді завідувача кафедри біохімії Львівського національного університету імені Івана Франка (1988-2000 рр.), професора кафедри біоорганічної, біологічної та фармацевтичної хімії Національного медичного університету ім. О. О. Богомольця (2000—2006) та професора кафедри біології Національного університету «Києво-Могилянська Академія» (1995 - 2005 рр.), на теперішній час - професор кафедри фармацевтичної, біологічної та токсикологічної хімії Національного медичного університету ім. О. О. Богомольця. З 2006 р. по 2016 р. -працював завідувачем лабораторії медичної біохімії Інституту біохімії ім. О.В. Палладіна НАН України. Від 2016 р. до теперішнього часу – завідувач відділу біохімії вітамінів і коензимів Інституту біохімії ім. О.В. Палладіна НАН України.

## Наукова діяльність
Наукові інтереси — в галузі регулювання внутрішньоклітинного метаболізму в організмі людини і тварин у нормі та при патологічних станах. Розвиває важливий для теоретичної та медичної біохімії напрям — встановлення закономірностей регулювання внутрішньоклітинного метаболізму в організмі людини і тварин у нормі та при розвитку патологічних процесів, зокрема за цукрового діабету, експериментального остеопорозу та непластичній трансформації клітин. Обґрунтовано концепцію провідної ролі окисно-відновного стану нікотинамідних коензимів в інтеграції метаболічних процесів та механізми участі NAD-залежного полі-ADP-рибозилювання, як посттрансляційної модифікації протеїнів, у процесах репарації ДНК.
Автор понад 250 наукових робіт і 10 навчальних посібників, зокрема: «Структура та функції ферментів» (2002), «Екологічна біохімія. Метаболізм ксенобіотиків у людини і тварин» (1994).
Продемонстровано регуляторний вплив вітаміну D3 на інтенсивність процесів гідроксилювання холекальциферолу, активність та рівень експресії ключових ізоформ цитохрому Р450 (CYP2R1, CYP27A1 та CYP27В1)) гепатоцитів, які залучені в обмін вітаміну D3, мінеральний обмін, вільно-радикальні та пероксид-окиснювальні процеси в гепатоцитах і фагоцитуючих клітинах в організмі щурів за аліментарного та глюкокортикоїд-індукованого остеопорозу. Вперше показана здатність вітаміну D3 попереджати розвиток ускладнень патологій кісткової тканини, зокрема остеопорозу, характерних для вітамін D3-дефіцитного стану, за тривалого прийому глюкокортикоїдів (преднізолону).
Вперше проведено оцінку інтенсивності остеокластогенезу за рівнем експресії маркерів ремоделювання кісткової тканини остеокальцину, остеопротегерину (OPG) та ліганду рецептору активатора ядерного фактору NF-κB (RANK/RANKL) за глюкокортикоїд-індукованого остеопорозу. Встановлено роль вітаміну D3 в регулюванні системи транскрипційного фактору NF-κB/IκBα у тканинах щурів та досліджено експресію залежних від транскрипційного фактору NF-κB функціонально важливих регуляторних протеїнів – VEGF, TNF-α та iNOS. 
Розроблено засоби ефективної корекції патологічних порушень обміну кісткової тканини на основі створення нових високоефективних комплексних препаратів вітаміну D3 і бісфосфонатів з метою впровадження їх у медицину. Розроблено напівпромисловий технологічний регламент одержання комплексного препарату вітаміну D3, метиленбісфосфонату і кальцію («Мебівід») з метою організації промислового випуску в Україні препаратів нового покоління для профілактики та лікування системних патологій кісткової тканини. Створено високоефективну імуноензимну тест-систему на основі поліклональних та моноклональних антитіл для визначення кількісного вмісту 25OHD у серологічних зразках як маркера забезпеченості організму вітаміном D. Валідування процедури імуноензимної реакції засвідчило високу ефективність виготовлених лабораторних зразків тест-системи. 
Підготував 1 доктора та 13 кандидатів наук.
Веде значну науково-організаційну роботу: член двох Вчених рад із захисту докторських та кандидатських дисертацій; член Експертної ради з питань проведення експертизи дисертацій МОН України з біологічних наук; член редакційної колегії «Українського біохімічного журналу» та журналу «Медична і клінічна хімія»; вчений секретар міжвідомчого наукового семінару «Молекулярна медицина»; голова Київського відділення Українського біохімічного товариства.

Автор понад 200 наукових статей в провідних біохімічних журналах, монографій, підручників та навчальних посібників. Серед них:  Біохімічна трансформація ксенобіотиків у організмі: Монографія / Чернівці: Чернівецький нац. ун-т. – 2011. – 280 с.; Основи ксенобіохімії: Підручник / Чернівці: Чернівецький нац. ун-т. –  2021р. – 512 с.; Біохімія ензимів: Підручник / Чернівці: Чернівецький нац. ун-т. – 2012 – 416 с.;  Біохімія ензимів. Ензимодіагностика. Ензимопатологія. Ензимотерапія: Навчальний посібник  / Львів: Кварт. – 2008. – 218 с.; Молекулярні механізми інтеграції метаболізму: Навчальний посібник / Львів, Видавничий центр ЛНУ імені Івана Франка. – 2007. – 229 с.; Ферментативні методи аналізу: Навчальний посібник / Львів: Видавничий центр ЛНУ імені Івана Франка. – 2008. – 100 с.; Структура та функції ферментів. Текст лекцій: Навчальний посібник / Львів, Видавничий центр ЛНУ імені Івана Франка. – 2002. – 233 с.; Методи практичної ензимології: Навчально-методичний посібник / Львів, Видавничий центр ЛНУ імені Івана Франка. – 2000. – 151 с.; Екологічна біохімія. Метаболізм ксенобіотиків у людини і тварин: Навчальний посібник / Київ: ІСДО. – 1994. – 188 с.

## Нагороди
- Лауреат 2013 року премії НАН України імені О. В. Палладіна за монографію «Біохімічна трансформація ксенобіотиків у організмі» (у співавторстві)[1].
- Грамота Верховної Ради України «За заслуги перед Українським народом» (2015р.)
- Лауреат Нагороди Ярослава Мудрого АН ВШ України (2009)
- Лауреат Нагороди Святого Володимира АН ВШ України (2013)